# San Yun
San Yun hoặc Sam Yun (tiếng Khmer: សាន យន់; 1905 – 1974) là chính khách Campuchia thuộc đảng Sangkum. Ông giữ chức Thủ tướng Campuchia từ năm 1956 đến năm 1957.
San Yun từng là Đô trưởng Phnôm Pênh và chuyên viên Văn phòng Thủ tướng trong nội các Sihanouk. Ông lần lượt đảm nhận chức Bộ trưởng Bộ Nội vụ (1955–1956, 1956–1957), Bộ trưởng Bộ Ngoại giao (1956–1957), Bộ trưởng Bộ Quốc phòng (1956–1957) rồi làm Bộ trưởng Bộ Tài chính vào năm 1957.
Tháng 1 năm 1957, ông đứng ra thành lập nội các mới nhưng chỉ làm thủ tướng được một thời gian ngắn thì buộc phải từ chức vì không giải quyết nổi các vấn đề kinh tế trong nước. Hoàng thân Norodom Sihanouk thay thế ông lên làm thủ tướng tiếp theo vào tháng 4 năm 1957. Năm 1966, ông được bầu làm tổng thư ký của đảng Sangkum.